# Akkojärvi (sjö i Alavo, Södra Österbotten)
Akkojärvi eller Akko är en sjö i kommunen Alavo i landskapet Södra Österbotten i Finland. Sjön ligger 163,9 meter över havet. Den är 6,11 meter djup. Arean är 1,26 kvadratkilometer och strandlinjen är 14,41 kilometer lång. Sjön  ingår i Lappo å huvudavrinningsområde.   Den ligger omkring 53 kilometer öster om Seinäjoki och omkring 290 kilometer norr om Helsingfors. 
I sjön finns ön Männikönsaari. 